# Campagne des vallées d'Aragua et du Tuy
 (signalé en mai 2025).
Si vous disposez d'ouvrages ou d'articles de référence ou si vous connaissez des sites web de qualité traitant du thème abordé ici, merci de compléter l'article en donnant les références utiles à sa vérifiabilité et en les liant à la section « Notes et références ».
- Archive Wikiwix
- Bing
- Cairn
- DuckDuckGo
- E. Universalis
- Gallica
- Google
- G. Books
- G. News
- G. Scholar
- Persée
- Qwant
- (zh) Baidu
- (ru) Yandex
- (wd) trouver des œuvres sur Wikidata

Batailles
m
- Santa Catalina (es)
- Mosquiteros (es)
- San Marcos (es)
- La Puerta (1re) (es)
- La Victoria
- Charallave
- San Mateo (es)
- Ocumare del Tuy (es)
- Bocachica (es)
- Magdaleno
- Yuma
- Güigüe
- La Puerta (2e)
- Valencia

La campagne des vallées d'Aragua et du Tuy se déroule du 3 février au 3 avril 1814 pendant la guerre d'indépendance du Venezuela.

## Contexte
Après avoir détruit l'armée de Vicente Campo Elías (es) à La Puerta, l'armée royaliste commandée par José Tomás Boves pouvait progresser librement à l'exception des garnisons républicaines retranchées dans les villes comme à Caracas.
Boves divise ses forces en 3 colonnes : une, commandée par Francisco Tomás Morales (es), qui faisait marche de La Victoria vers Caracas, une sous le commandement de Francisco Rosete (es), afin de sécuriser la vallée du Tuy, afin également d'attaquer Caracas, et une autre placée à l'arrière du front à Villa de Cura.
La première colonne avance de La Puerta à la vallée d'Aragua sans rencontrer de véritable résistance avant que le général indépendantiste José Félix Ribas organise la défense de La Victoria avec des miliciens provenant de Caracas.